# بريان وليامز (محامي)
بريان وليامز هو محامي كندي، ولد في القرن العشرين.